# Путновичі-Великі
Путновичі-Великі (пол. Putnowice Wielkie) — село в Польщі, у гміні Войславичі Холмського повіту Люблінського воєводства. Населення — 144 особи (2011).

## Назва
На думку мовознавиці Галини Вишневської, назва села Путновичі походить від давнього руського імені Путна.

## Історія
Перша письмова згадка про село датується 20 травня 1427 року. 1436 року вперше згадується православна церква в селі.
За даними етнографічної експедиції 1869—1870 років під керівництвом Павла Чубинського, у селі здебільшого проживали українськомовні греко-католики, меншою мірою — польськомовні римо-католики.
У 1975—1998 роках село належало до Холмського воєводства.

## Населення
Демографічна структура станом на 31 березня 2011 року:
|          | Загалом | Допрацездатний вік | Працездатний вік | Постпрацездатний вік |
| -------- | ------- | ------------------ | ---------------- | -------------------- |
| Чоловіки | 76      | 22                 | 50               | 4                    |
| Жінки    | 68      | 12                 | 39               | 17                   |
| Разом    | 144     | 34                 | 89               | 21                   |

## Особистості

### Народилися
- Микола Онуфрійчук (нар. 1937) — український письменник, перекладач, краєзнавець, громадсько-культурний діяч[3].